# Roger Closset
Roger Closset (Parigi, 11 febbraio 1933 – Rueil-Malmaison, 27 ottobre 2020) è stato uno schermidore francese, specialista del fioretto, vincitore di una medaglia d'argento nella scherma ai Giochi olimpici.
Muore il 27 ottobre 2020, all'età di 87 anni